# Bulgarisch-russische Beziehungen
Die Bulgarisch-russischen Beziehungen sind das zwischenstaatliche Verhältnis zwischen Bulgarien und Russland. Bereits im Mittelalter bestanden enge Beziehungen zwischen den Gebieten der heutigen Staaten und die in Bulgarien entstandene Kyrillische Schrift verbreitete sich in Russland. Neben der gemeinsamen Schrift teilen beide Länder auch die orthodoxe Kirchentradition. Mit der Eroberung Bulgariens durch das Osmanische Reich im 14. Jahrhundert brachen die Kontakte allerdings ab und verstärkten sich erst im 19. Jahrhundert wieder, als Bulgarien nach dem Russisch-Osmanischen Krieg (1877–1878) seine Autonomie unter russischer Vorherrschaft wiedererlangte. Danach bestanden zwischen beiden Ländern sehr enge Beziehungen, obwohl sie sowohl im Ersten als auch im Zweiten Weltkrieg auf entgegengesetzten Seiten standen. 1944 wurde Bulgarien von der Sowjetunion besetzt und blieb danach bis zum Wendejahr 1989 ein von der UdSSR abhängiger realsozialistischer Satellitenstaat. Nach dem Ende des Kalten Krieges orientierte sich Bulgarien gen Westen und trat 2004 der NATO und 2007 der EU bei. Innerhalb der EU zählte Bulgarien allerdings zu den russlandfreundlichsten Staaten und beim Import von Erdgas und Erdöl blieb eine große Abhängigkeit von bulgarischer Seite bestehen. Nach der russischen Annexion der Krim 2014 scheiterte das geplante gemeinsame Pipelineprojekt South Stream und eine Entfremdung zwischen beiden Staaten setzte ein. Nach der russischen Invasion der Ukraine 2022 schloss sich Bulgarien den Sanktionen gegen Russland an und wurde deshalb von den Russen auf die Liste unfreundlicher Staaten gesetzt.

## Geschichte

### Mittelalter
Die Beziehungen zwischen Bulgaren und Ostslawen reichen bis ins Mittelalter zurück. Im 9. und 10. Jahrhundert übernahm die Kiewer Rus unter byzantinischem Einfluss das orthodoxe Christentum und die in Bulgarien entwickelte kyrillische Schrift. Bulgarische Geistliche und Gelehrte leisteten wesentliche Beiträge zur slawischen Schriftkultur: Bereits vor der Christianisierung der Rus ab 988 gelangten bulgarische Priester und liturgische Bücher nach Kiew, und altrussische Chroniken wie die Nestorchronik berichten ausführlich über bulgarische Geschichte. So wird etwa von der Christianisierung Bulgariens unter Boris I., den Schriften von Kyrill und Method und den Feldzügen des Kiewer Fürsten Swjatoslaw gegen das Erste Bulgarische Reich im 10. Jahrhundert berichtet. Diese Epoche war geprägt von kultureller Nähe – die altbulgarische (kirchenslawische) Sprache diente lange als Liturgiesprache in Russland – ebenso wie von militärischen Konflikten. Nach dem Feldzugs Swjatoslaws (969–971), der zeitweise die bulgarische Hauptstadt Preslaw besetzte, geriet das Zarentum der Bulgaren unter byzantinische Oberhoheit. Während des Zweiten Bulgarischen Reiches beeinflusste die Schule von Tarnowo die russischen Länder und nach der Zerschlagung des Zweiten Bulgarenreiches im 14./15. Jahrhundert flohen viele Angehörige des bulgarischen Klerus nach Russland. So kam z. B. der Metropolit Kiprian aus Bulgarien.

### Osmanische Zeit und russische Befreiung

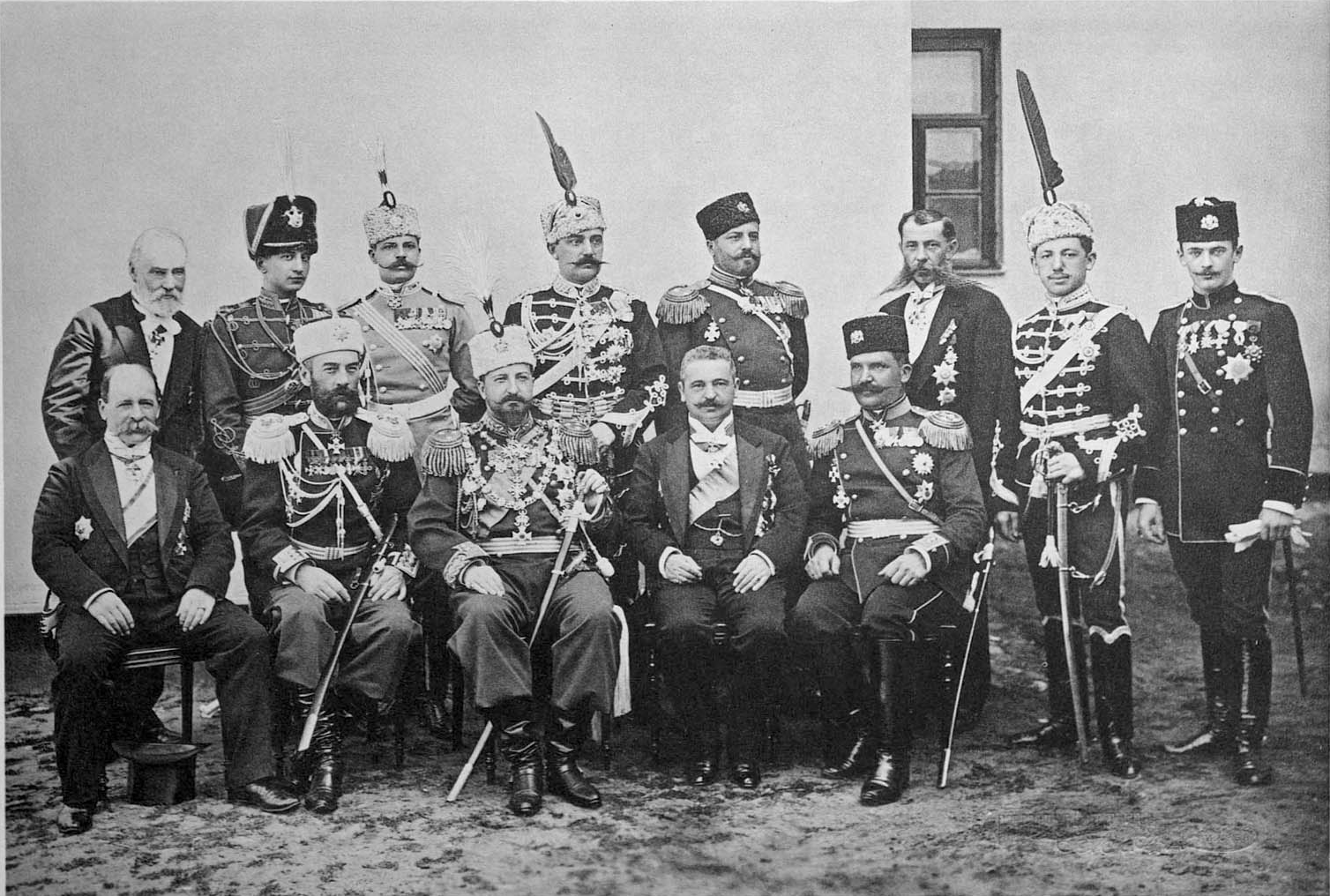
Bulgarische Repräsentanten bei der Krönung von Zar Nikolaus II. (1896)

Vom späten 14. bis zum 19. Jahrhundert stand Bulgarien unter osmanischer Herrschaft. Russland verstand sich in dieser Zeit zunehmend als Schutzmacht der orthodoxen Christen auf dem Balkan und führte mehrere Kriege gegen das Osmanische Reich, die auch bulgarischen Aufständischen Hoffnung gaben. Während des Bulgarischen Aufstandes 1876 und seiner brutalen Niederschlagung forderten große Teile der russischen Gesellschaft ein Eingreifen Russlands auf Seiten der Bulgaren. Im Russisch-Osmanischen Krieg 1877/78 besiegte das Zarenreich die Osmanen und ermöglichte nach fast fünf Jahrhunderten Fremdherrschaft die Wiedererrichtung eines unabhängigen bulgarischen Staates. In der bulgarischen Geschichtsschreibung wird Russland seither als „Befreier vom türkischen Joch“ verehrt. Kritische Historiker weisen jedoch darauf hin, dass der Friedensvertrag von San Stefano (März 1878) Bulgarien zunächst faktisch unter russische Kontrolle brachte und der Stationierung russischer Truppen diente, weshalb es eine Sache der Interpretation ist, ob es sich um eine Befreiung oder eine neue Okkupation handelte.
Infolge des Berliner Kongresses 1878 wurde Bulgarien in ein Fürstentum und in die Provinz Ostrumelien aufgeteilt. Das Fürstentum war ein separater Staat und nur nominell unter der osmanischen Vasallität, Ostrumelien hatte eine weitgehende Autonomie innerhalb des Osmanischen Reiches. Der russische Zar Alexander II. setzte seinen Vertrauten Fürst Alexander Battenberg als bulgarischen Herrscher ein, und Russland übte anfangs starken Einfluss auf die bulgarische Innenpolitik aus. Bereits in den 1880er Jahren trübten sich die Beziehungen jedoch ein: Die pro-russische Elite Bulgariens spaltete sich, als Fürst Battenberg 1885 die Vereinigung mit Ostrumelien ohne Absprache mit St. Petersburg vollzog. Battenberg dankte 1886 unter russischem Druck ab, und zeitweise brachen die diplomatischen Kontakte ab. Auch der Serbisch-Bulgarische Krieg sorgte für Spannungen. Gegen Ende des 19. Jahrhunderts normalisierten sich die Verhältnisse wieder, sodass Russland und Bulgarien mit Eintritt ins 20. Jahrhundert offizielle Bündnispartner waren.

### Beziehungen im 20. Jahrhundert
In den ersten Jahrzehnten des 20. Jahrhunderts wechselten die außenpolitischen Allianzen mehrmals. 1908 erklärte sich Bulgarien für vollkommen unabhängig (Zar Ferdinand nahm den Zarentitel an), womit auch die letzten osmanischen Bindungen endeten. Während des Ersten Weltkriegs standen sich Russland und Bulgarien jedoch feindlich gegenüber, denn Bulgarien trat 1915 auf Seiten der Mittelmächte in den Krieg ein und kämpfte gegen das Zarenreich. In der Zwischenkriegszeit gab es zunächst keine offiziellen Beziehungen zur neu gegründeten Sowjetunion, da das bulgarische Zarenreich die bolschewistische Regierung nicht anerkannte, welche jedoch Einfluss auf die 1919 gegründete Bulgarische Kommunistische Partei nahm. Ein Revolutionsversuch der bulgarischen Kommunisten blieb 1923/24 ohne Erfolg, woraufhin 2000 bis 3000 bulgarische Kommunisten sich in die Sowjetunion absetzten. Erst die bulgarische Sweno-Militärregierung stellte 1934 diplomatische Kontakte zur UdSSR her. Im Zweiten Weltkrieg schloss sich Bulgarien zwar dem Dreimächtepakt (Achsenmächte) an, vermied aber eine Kriegserklärung an die Sowjetunion und entsandte keine Truppen an die Ostfront.
Nach dem Einmarsch der Roten Armee im September 1944 wurde Bulgarien in die sowjetische Einflusssphäre eingegliedert und die kommunistische Regierung der Vaterländischen Front übernahm die Macht. In der Folge entwickelte sich Bulgarien zu Moskaus engstem Verbündeten im Ostblock: Das Land war politisch wie wirtschaftlich stark von der Sowjetunion abhängig und galt als ihr „treuester Vasall“. Langzeit-Staatschef Todor Schiwkow bezeichnete Bulgarien und die UdSSR sogar als „einzigen Organismus“ und erwog zeitweise den Beitritt seines Landes als 16. Sowjetrepublik. Bulgarien schloss sich vollständig den ökonomischen und militärischen Strukturen des Ostblocks an (Rat für gegenseitige Wirtschaftshilfe, Warschauer Pakt) und unterstützte die sowjetische Außenpolitik vorbehaltlos. Erst mit dem Zusammenbruch des Ostblocks 1989/90 endete die kommunistische Ära in Bulgarien und damit das eng gesteckte sowjetisch-bulgarische Bündnis.

### Beziehungen seit 1990

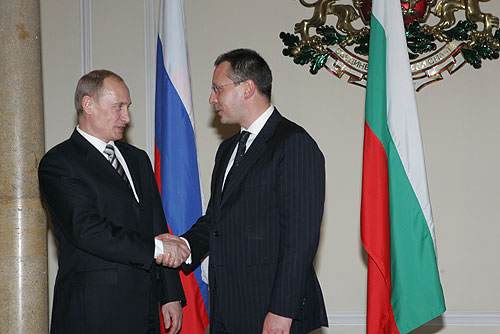
Wladimir Putin mit Sergei Stanischew (2008)

Nach 1990 durchlief Bulgarien einen geopolitischen Wandel, ohne jedoch in offene Konfrontation mit Moskau zu geraten. Während sich das Land wirtschaftlich und außenpolitisch nach Westen orientierte, rissen die traditionellen Kontakte zu Russland nicht ab – zu keinem Zeitpunkt kam es zu einem völligen Bruch. In den 1990er Jahren prägte eine innenpolitische Kontroverse zwischen pro-westlichen und prorussischen Kräften die bulgarische Außenpolitik. Letztlich setzte sich der Kurs der Euro-Atlantischen Integration durch: 2004 trat Bulgarien der NATO und 2007 der EU bei. Damit einher ging eine Ablösung der alten Abhängigkeiten – ehemalige sowjetische Militärbasen wurden durch US-Truppenstandorte ersetzt, und der Handel verlagerte sich von Russland zu den EU-Staaten. Gleichzeitig blieben die Beziehungen zu Russland eng, insbesondere aufgrund der Energiepartnerschaft und historischer Verbundenheit. Bulgarien war z. B. 2014 noch extrem abhängig von russischen Energielieferungen (etwa Gas und Öl) und weite Teile der Bevölkerung standen Russland aufgrund gemeinsamer Schrift, Religion und Geschichte wohlwollend gegenüber.
Es kam jedoch nach der Annexion der Krim 2014 zu verstärkten Spannungen zwischen Moskau und Sofia. Offiziell trug Sofia alle EU-Sanktionsbeschlüsse gegen Russland mit, doch führte dies innenpolitisch zu einer Spaltung in russlandfreundliche und -kritische Lager. Umstrittene Großprojekte wie die South-Stream-Gaspipeline wurden zum Zankapfel zwischen Bulgarien, der EU und Russland – so stoppte Bulgarien 2014 auf Druck Brüssels die Bauarbeiten an der russischen Pipeline. In den Folgejahren verschlechterte sich das diplomatische Klima weiter durch gegenseitige Spionagevorwürfe und Einflussnahmen. Ein Tiefpunkt wurde im Juni 2022 erreicht, als die pro-westliche bulgarische Regierung 70 russische Diplomaten wegen Spionage auswies und die russische Seite mit dem Abbruch der Beziehungen drohte. Im Zuge des russischen Überfalls auf die Ukraine stufte Moskau Bulgarien offiziell als „unfreundlichen Staat“ ein, und die bilaterale Kooperation wurde weitgehend eingefroren.

## Wirtschaftsbeziehungen
Russland ist seit jeher ein wichtiger Wirtschaftspartner Bulgariens, vor allem als Lieferant von Energieträgern. Bis 2022 deckte Bulgarien rund 90 % seines Erdgasbedarfs durch russisches Gas und auch Erdöl und Kernbrennstoffe bezieht das Land traditionell aus Russland. Dadurch weist der bilaterale Handel ein starkes Ungleichgewicht auf; bulgarische Politiker betonen regelmäßig das Interesse, den Austausch ausgewogener und diversifizierter zu gestalten. Während der sozialistischen Ära wickelte Bulgarien den Großteil seines Außenhandels über die Sowjetunion ab. Nach 1990 brachen die alten Lieferketten zunächst ein, doch blieb Moskau in strategischen Sektoren wie der Energieversorgung einflussreich. Die anhaltende Abhängigkeit von russischem Erdgas und Öl prägte lange Zeit die Beziehungen. Zugleich planten beide Länder mehrere Großprojekte: So investierte Russland in das bulgarische Kernkraftwerk Kosloduj, und ab den 2000er Jahren wurden die Ölpipeline Burgas–Alexandroupolis, die zweite Donau-Brücke bei Widin sowie die Gaspipeline South Stream gemeinsam initiiert. Letztere geriet allerdings zum Politikum – 2014 setzte Bulgarien unter EU-Druck die Arbeiten am South-Stream-Projekt aus.
Trotz solcher Rückschläge blieb Russland wirtschaftlich präsent: Der russische Konzern Lukoil betrieb die größte Raffinerie Bulgariens in Burgas, und russische Unternehmen engagierten sich im Immobilien- und Tourismussektor. Vor dem Ukraine-Krieg besuchten jährlich Hunderttausende russische Touristen Bulgarien; viele erwarben auch Immobilien an der Schwarzmeerküste. Seit 2022 bemüht sich die bulgarische Regierung jedoch, ihre Energieimporte durch alternative Quellen (Erdgas aus Aserbaidschan, LNG via Griechenland) zu ersetzen und die wirtschaftliche Verflechtung mit Russland im Zuge der Sanktionen zu verringern. Anfang 2024 stellte Bulgarien russische Ölkäufe ein.

## Kultur und Migration

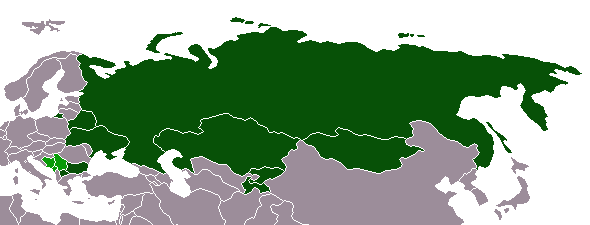
Verbreitung des kyrillischen Alphabets

Russland und Bulgarien sind durch enge kulturelle und personelle Bindungen verknüpft. Beide Völker gehören der slawisch-orthodoxen Kultur an, verwenden seit dem Mittelalter das kyrillische Alphabet und teilen viele religiöse Traditionen. Traditionell gibt es deshalb in der bulgarischen Gesellschaft und Politik eine starke prorussische Strömung, die Russland als „großen Bruder“ Bulgariens ansieht. In Bulgarien ist die russische Sprache seit dem 19. Jahrhundert verbreitet; während der sozialistischen Zeit war Russisch Schulpflichtfach, und viele Bulgaren studierten an sowjetischen Universitäten. Umgekehrt erfreuten sich russische Literatur, Musik und Filme in Bulgarien großer Beliebtheit, was zu einem lebhaften Kulturaustausch führte. Auch heute bestehen zahlreiche zwischenmenschliche Kontakte: Hunderttausende Bulgaren sprechen Russisch, und in beiden Ländern gibt es Kulturinstitute und Schulpartnerschaften. Zudem unterhalten die Bulgarische und die Russische Orthodoxe Kirche traditionell gute Beziehungen und veranstalten regelmäßige Begegnungen. Eine bedeutende Rolle spielen Migration und Tourismus. Anfang 2021 lebten über 26.000 russische Staatsbürger dauerhaft in Bulgarien, womit sie die größte Gruppe ausländischer Einwohner bilden. Besonders an der Schwarzmeerküste hat sich eine russische Gemeinschaft gebildet; Tausende Russen besitzen Ferienimmobilien oder verbringen als Touristen regelmäßig ihren Urlaub in Bulgarien. Umgekehrt wandern auch Bulgaren nach Russland aus – nach Deutschland war Russland im Jahr 2020 das zweithäufigste Zielland bulgarischer Emigranten.

## Diplomatische Standorte
- Bulgarien hat eine Botschaft in Moskau und ein Generalkonsulat in Sankt Petersburg.
- Russland hat eine Botschaft in Sofia und ein Konsulat in Warna.

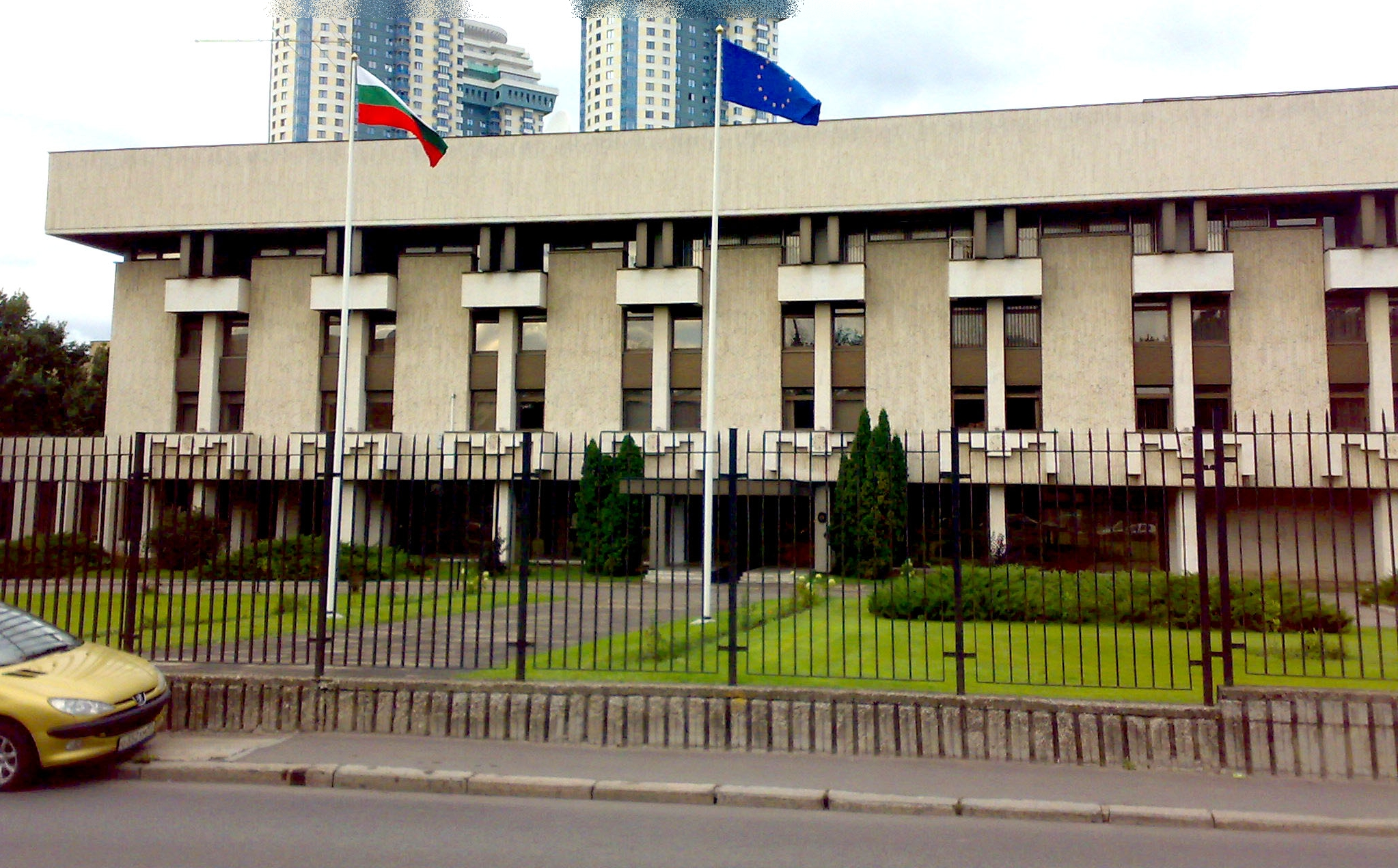
Bulgarische Botschaft in Moskau
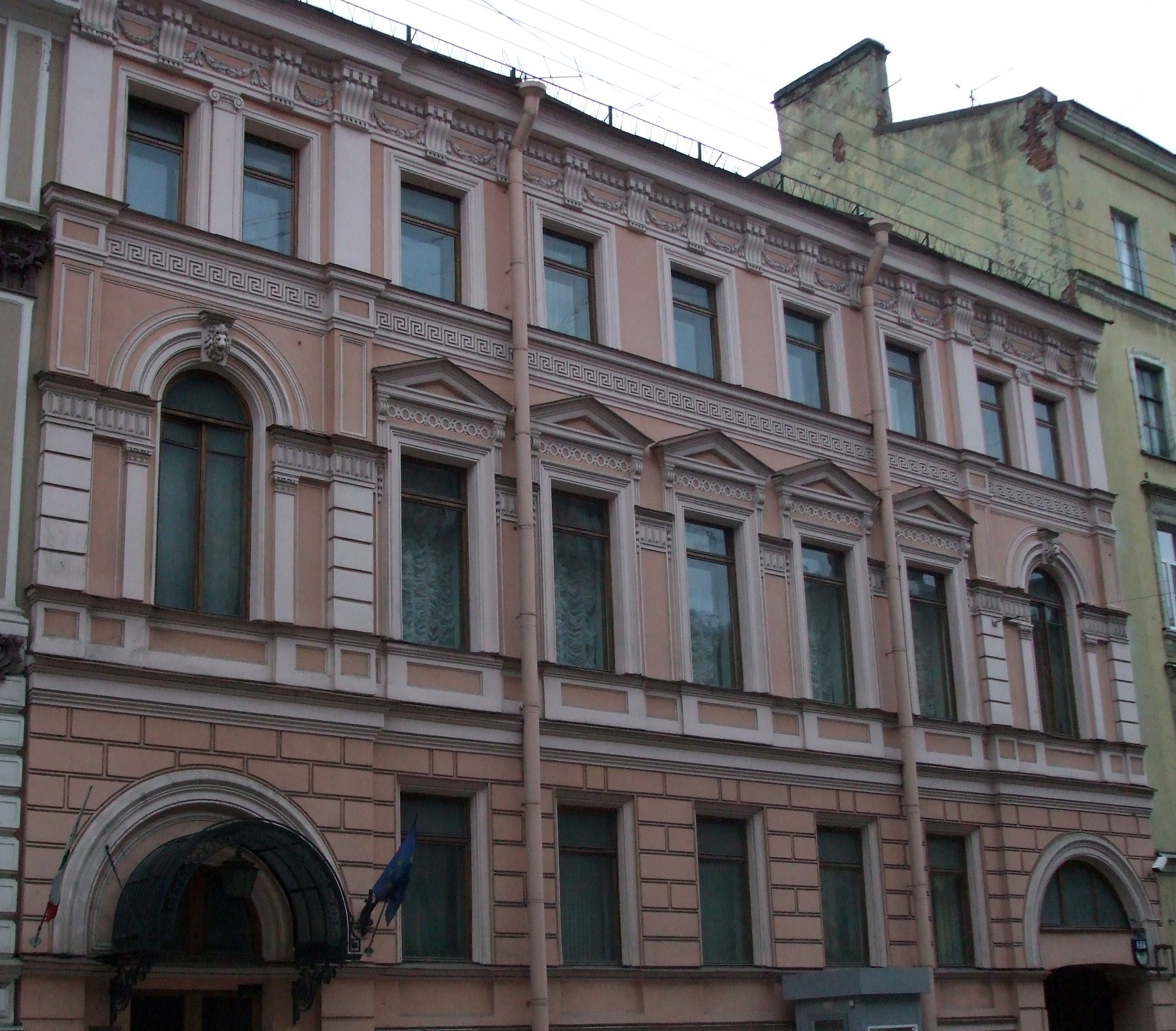
Generalkonsulat von Bulgarien in Sankt Petersburg
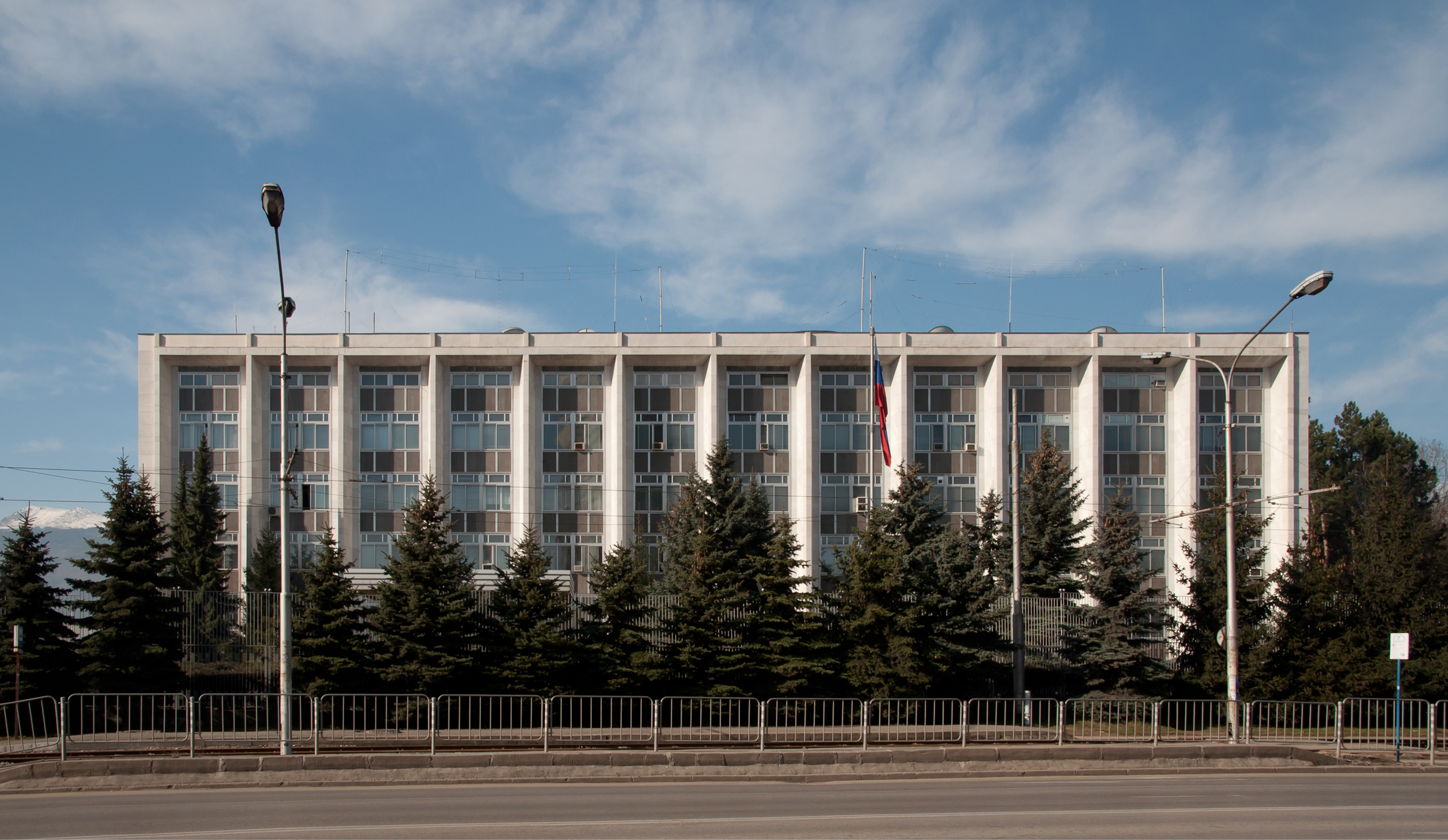
Russische Botschaft in Sofia